# De robotmoorden
De robotmoorden is een bundel met twee sciencefictionromans van de Amerikaanse schrijver Isaac Asimov, uitgegeven in 1985. 

## Werken
De bundel bevat de eerste twee romans uit de robot-reeks:
1. De stalen holen (The Caves of Steel, 1954)
2. De blote zon (The Naked Sun, 1957)